# Chantelle Handy
Chantelle Handy (ur. 16 czerwca 1987 w Consett) – brytyjska koszykarka występująca na pozycjach silnej skrzydłowej lub środkowej, olimpijka, obecnie zawodniczka Basketu 90 Gdynia.

## Osiągnięcia
Stan na 1 lutego 2018, na podstawie, o ile nie zaznaczono inaczej.
Drużynowe
- Wicemistrzyni Słowacji (2011, 2017)
- Brązowa medalistka:
  - mistrzostw Węgier (2016)
  - pucharu Węgier (2016)
- Uczestniczka rozgrywek Eurocup (2010/2011, 2012/2013, 2014–2017)

Reprezentacja
- Uczestniczka:
  - igrzysk olimpijskich (2012 – 11. miejsce)
  - mistrzostw Europy (2011 – 11. miejsce, 2013 – 9. miejsce, 2015 – 20. miejsce)
  - Eurobasketu dywizji B (2007)
  - kwalifikacji do Eurobasketu:
    - 2009, 2017
    - U–16 (2003)
    - U–18 (2004)